# Kepler-11e
Kepler-11e es un exoplaneta descubierto en órbita a la estrella de tipo solar Kepler-11. Es el cuarto de seis planetas alrededor de Kepler-11 descubierto por la NASA mediante el telescopio espacial Kepler. Kepler-11e se encontró con el método de tránsito, por el cual un planeta pasa por delante de su estrella y es detectado por el telescopio. Kepler-11e es probablemente un gigante de gas como Neptuno, con una densidad menor que la de Saturno, el planeta menos denso del Sistema Solar. Nombre Su baja densidad puede ser probablemente debido a una gran cantidad de hidrógeno y de helio en la atmósfera. Kepler-11e tiene una masa ocho veces superior a la de la Tierra y un radio de 4,5 veces el de la Tierra. El planeta orbita a su estrella cada 31 días en una elipse que cabría dentro de la órbita de la Mercurio. Su descubrimiento se anunció el 2 de febrero de 2011 junto a otros cinco planetas después de haber sido confirmado desde varios observatorios.